# Ariniș
Ariniș es una comuna ubicada en el distrito de Maramureș, Rumania.

## Superficie
Cuenta con una superficie de 27,13 kilómetros cuadrados.

## Demografía
Hasta 2021 la población era de 1081 habitantes, con una densidad de población de 39,85 habitantes por kilómetro cuadrado.